# Petar Aranitović
Petar Aranitović (kyrillisch: Петар Аранитовић) (* 20. September 1994 in Belgrad) ist ein serbisch-kroatischer Basketballspieler.

## Werdegang
Aranitović spielte in der Jugend von Roter Stern Belgrad, dann von Partizan Belgrad. Als serbischer Jugendnationalspieler nahm er an der U20-Europameisterschaft 2014 teil. Bei Partizan gelang ihm der Sprung in die Herrenmannschaft, für die er unter Trainer Duško Vujošević in der Saison 2013/14 erstmals in der Adriatischen Basketballliga spielte. Nachdem er in der Spielzeit 2015/16 in 21 Einsätzen im Mittel 7,2 Punkte für Partizan erzielt hatte, wechselte Aranitović zur Saison 2016/17 zu ICL Manresa in die höchste spanische Spielklasse, Liga ACB. Er erzielte in 29 Spielen für Manresa im Schnitt 6,8 Punkte.
Aranitović verließ Spanien nach einer Saison, im Dezember 2017 wurde er von KK Mega Basket verpflichtet. Für die Mannschaft bestritt er in der Saison 2017/18 drei Spiele in der Adriatischen Basketballliga. Mitte März 2018 wechselte er von KK Mega Basket zu KK Lovćen Cetinje nach Montenegro.
Im Februar 2019 kehrte Aranitović nach Spanien zurück, er wurde vom Zweitligisten Palencia Baloncesto mit einem Vertrag ausgestattet. In 13 Einsätzen bis zum Abschluss der Saison 2018/19 brachte er es durchschnittlich auf 5,5 Punkte je Begegnung.
In der Saison 2020/21 spielte er bei BC Batumi in Georgien. Aranitović stand in neun Partien auf dem Feld, seine statistischen Mittelwerte lauteten 21,8 Punkte, 3,9 Rebounds und 3,8 Korbvorlagen. Mitte November 2021 holte ihn Trainer Pat Elzie zum deutschen Zweitligisten Itzehoe Eagles. Aranitović wirkte in 14 Saisonspielen mit und war mit 14,3 Punkten je Begegnung zweitbester Korbschütze der Mannschaft, die den Klassenerhalt in der 2. Bundesliga ProA verfehlte.
Mitte März 2023 wurde er vom spanischen Zweitligisten CB Almansa verpflichtet, für den er bis zum Abschluss der Saison 2022/23 in elf Spielen einen Mittelwert von 15,8 Punkten erzielte. Anfang August 2023 gab mit Baloncesto Fuenlabrada eine weitere Mannschaft aus der spanischen Liga die Verpflichtung des Serben bekannt. Im Dezember 2024 wurde Aranitović erneut in Spaniens zweiter Liga von Inveready Gipuzkoa unter Vertrag genommen.
Im März 2025 schloss er sich KK Cibona Zagreb (Kroatien) an.